# Megarcys pseudochracea
Megarcys pseudochracea är en bäcksländeart som beskrevs av Zhiltzova 1977. Megarcys pseudochracea ingår i släktet Megarcys och familjen rovbäcksländor. Inga underarter finns listade i Catalogue of Life.